# São Miguel do Araguaia Airport
São Miguel do Araguaia Airport är en flygplats i Brasilien.   Den ligger i kommunen São Miguel do Araguaia och delstaten Goiás, i den centrala delen av landet, 400 km nordväst om huvudstaden Brasília. São Miguel do Araguaia Airport ligger 373 meter över havet.
Terrängen runt São Miguel do Araguaia Airport är huvudsakligen platt. São Miguel do Araguaia Airport ligger uppe på en höjd. Närmaste större samhälle är São Miguel do Araguaia, 7,3 km nordost om São Miguel do Araguaia Airport.
Omgivningarna runt São Miguel do Araguaia Airport är huvudsakligen savann. Runt São Miguel do Araguaia Airport är det mycket glesbefolkat, med 4 invånare per kvadratkilometer.